# Prato stabile
Un prato stabile è un prato che non ha subito alcun intervento di aratura o dissodamento, non coltivato e lasciato a vegetazione spontanea per moltissimo tempo, da un minimo di 12 mesi fino anche a centinaia di anni: è mantenuto esclusivamente attraverso lo sfalcio e la concimazione.

## Descrizione
Un'importante distinzione all'interno dei prati stabili vuole quelli di pianura, solitamente gestiti in regime irriguo e quelli in zone collinari o montane, solitamente gestiti in regime non irriguo. Sulla base di questa distinzione, che determina anche la quantità di vegetazione che cresce, si possono effettuare ogni anno 2/3 tagli nei prati asciutti e 4/5 in quelli irrigui. Le produzioni medie annue ottenibili da un prato non irriguo risultano pari a 9 tonnellate per ettaro di fieno, derivanti principalmente dal primo sfalcio. Nei prati irrigui la produzione è all'incirca di 10-11 tonnellate.
Tradizionalmente gli sfalci vengono chiamati maggengo, agostano, terzuolo. Il maggengo, come detto, è il primo e viene fatto nella prima metà del mese di maggio. Gli altri cadono a distanza variabile dai 35/40 giorni per i prati irrigui e fino a 50/60 giorni per quelli asciutti. Il primo e l'ultimo sfalcio forniscono un foraggio ricco di graminacee, mentre le leguminose prevalgono nei mesi estivi.
I prati stabili vengono utilizzati prevalentemente per l'alimentazione dei bovini da latte, destinato alla vendita diretta e alla produzione di formaggi. Tra questi ve ne sono alcuni molto famosi, come il Grana Padano e il Parmigiano Reggiano: entrambi si fregiano del marchio DOP e si producono grosso modo nella stessa zona, la Pianura Padana e rilievi circostanti.
Si contrappongono ai prati stabili i prati avvicendati ossia utilizzati per coltivare mais, frumento, soia e altre coltivazioni in un regime di rotazione. I prati stabili presentano una varietà di specie molto più elevata rispetto ai prati avvicendati sui quali in genere crescono erba medica, trifoglio e graminacee seminate.
In alcune regioni italiane (ad esempio in Friuli-Venezia Giulia) i prati stabili sono diventati oggetto di tutela normativa (citiamo la legge regionale n. 9 del 29 aprile 2005), allo scopo di proteggerne la biodiversità floristica e faunistica.